# 生野祥雲斎
生野 祥雲斎（しょうの しょううんさい、1904年（明治37年）9月10日 - 1974年（昭和49年)1月10日）は、竹工芸家。人間国宝。本名は秋平。

## 略歴
1904年（明治37年）、大分県大分郡石城川村（現別府市）内成に生まれる。石城尋常高等小学校を卒業後、1923年（大正12年）、19歳で佐藤竹邑斎に師事して竹工芸を学ぶ。1925年（大正14年）、21歳の時に独立し夢雀斎楽雲と称したが、後に妙心寺管長の神月徹宗に名付けられた生野祥雲斎を用いるようになる。1927年（昭和2年）から大分市に居を構える。1938年（昭和13年）から1946年（昭和21年）まで大分県工業試験場別府工芸指導所で商工技手として後進の指導にあたった。
1940年（昭和15年）の文展（紀元二千六百年奉祝美術展）に初入選。以来、文展に出品し、1943年（昭和18年）には『銘心華賦』が特選となる。第二次世界大戦後は、純粋な造形美を志向した創作を行い、1956年（昭和31年）に『怒濤』が日展北斗賞、1957年（昭和32年）に『炎』が日展特選・北斗賞を受賞。1967年（昭和42年）には竹工芸初の重要無形文化財保持者（人間国宝）に認定された。
1974年1月9日、腎不全と腹膜炎のため大分県にある別府国立病院にて死去。69歳。